# Hadronyche modesta
Hadronyche modesta is een spinnensoort uit de familie Atracidae. De soort komt voor in Victoria.